# Francesco Brea

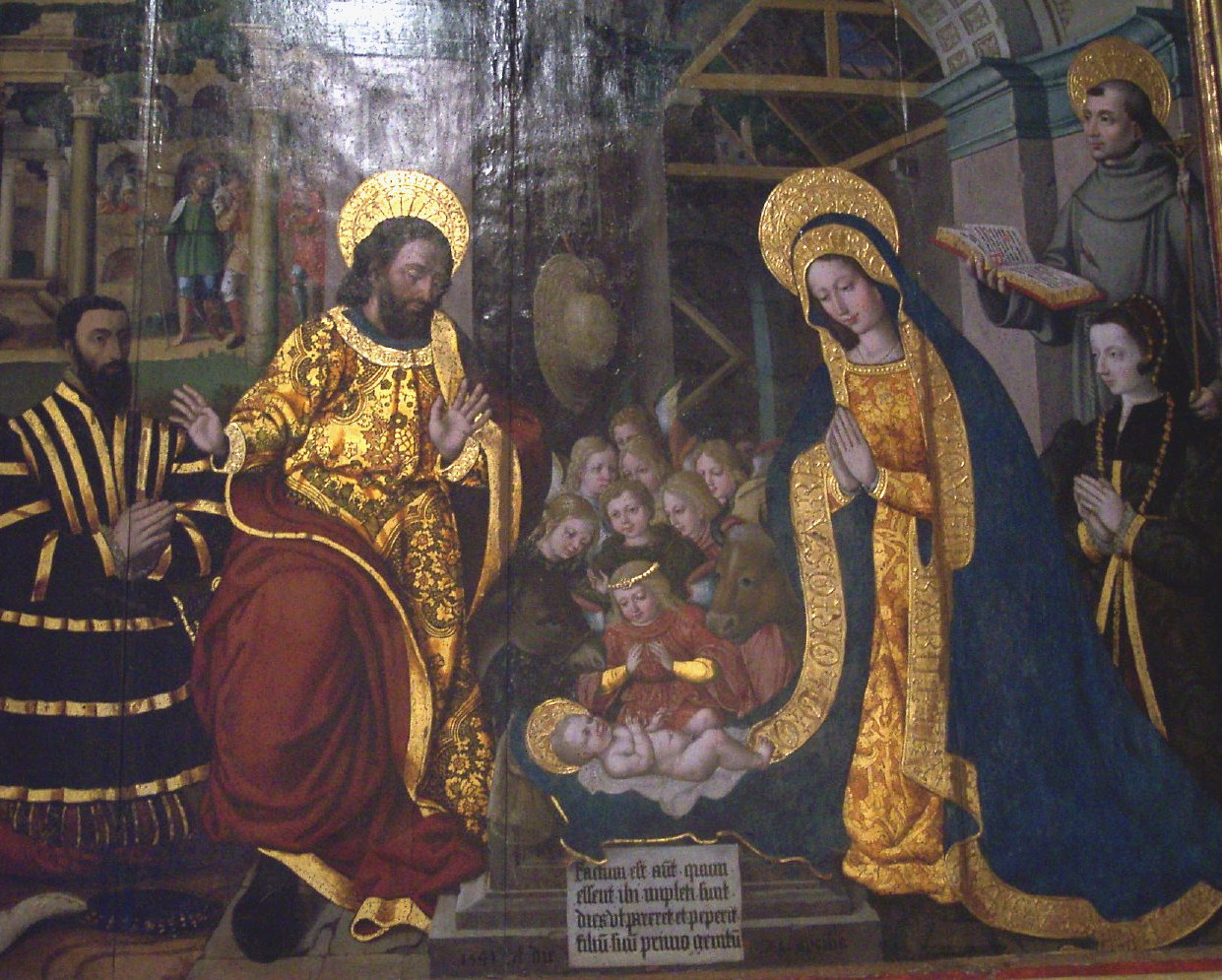
Natività del 1541 conservata presso "Sainte-Roseline" a Les Arcs

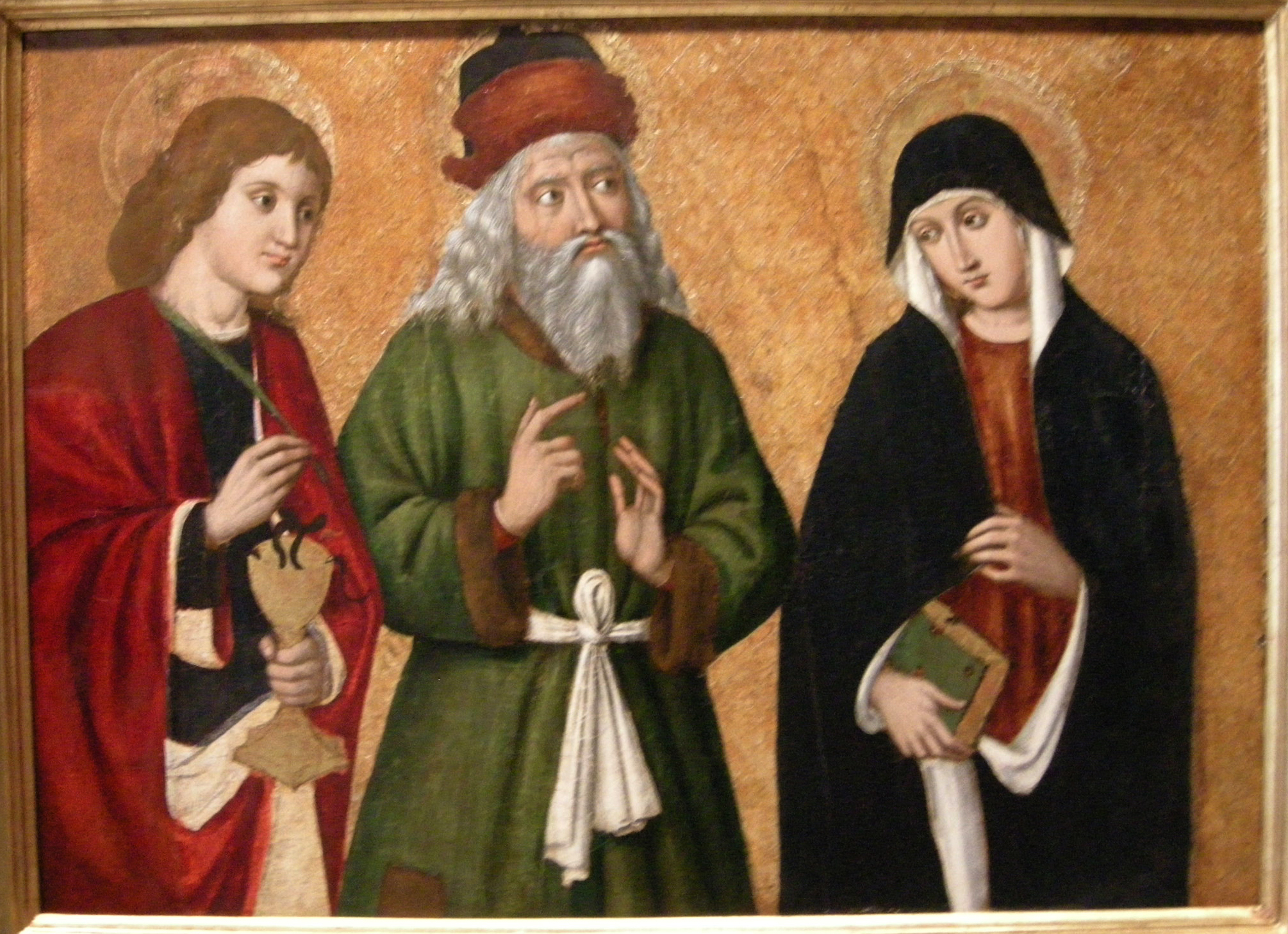
Santi Giovanni evangelista, Zaccaria e una santa, Palazzo Rosso, Genova

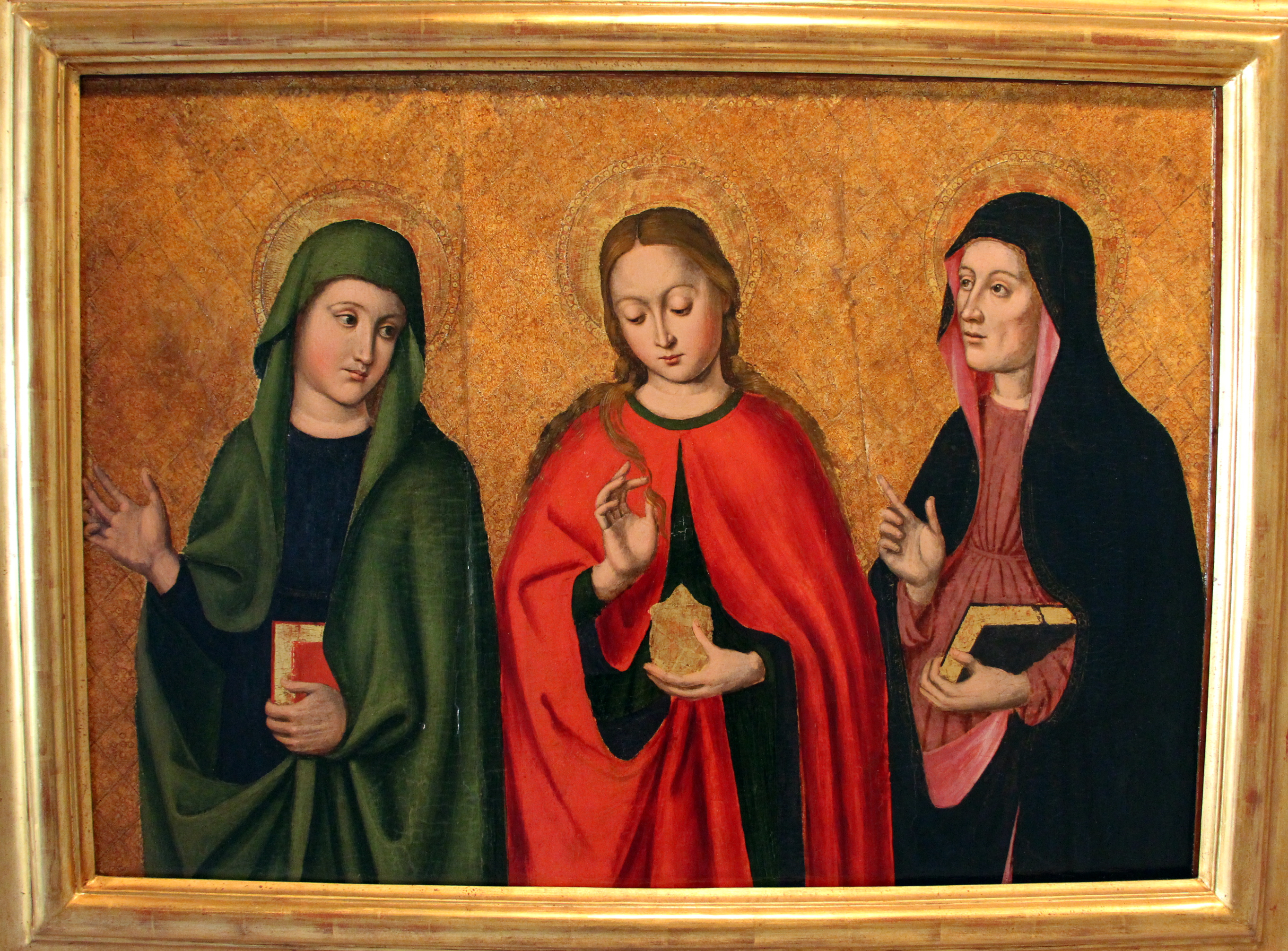
Maddalena tra due sante, circa 1512-55, Palazzo Rosso (Genova)

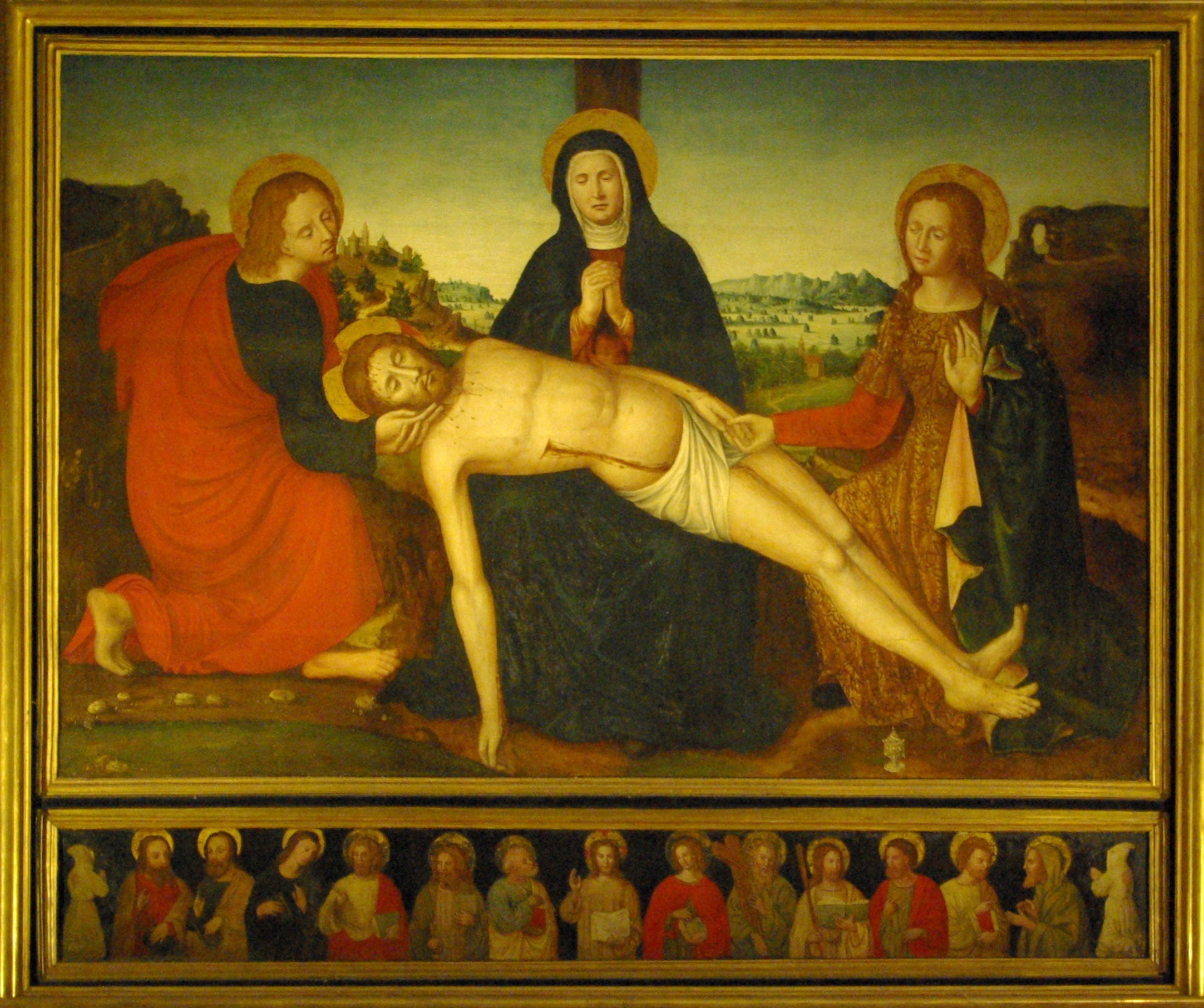
Francesco Brea, Pietà degli penitenti, ca 1530-1535, catedrale di Monaco.

Francesco Brea (Nizza, 1495 – Nizza, 1562) è stato un pittore italiano.

## Biografia
Francesco Brea, figlio di Antonio e nipote di Ludovico, fu attivo prevalentemente in Liguria ed in particolar modo a Taggia e una gran parte delle sue opere superstiti è conservata nel convento locale dei domenicani.
Il 2 maggio 1512 fece l'ingresso nello stato clericale, ma nel 1536 si sposò con Franceschetta.
I suoi esordi sono attestati dal polittico San Fabiano (Genova, Palazzo Bianco) risalente al 1530. Nel decennio successivo realizzò
i Santi Fabiano e Rocco (collezione Salomon a Parigi). Nel 1543 dipinse il Crocifisso nella parrocchiale di Taggia; proseguì con gli affreschi nel Palazzo Comunale nel 1544, con il polittico di San Tommaso e di San Giovanni evangelista (1546) per la Convento di San Domenico. L'anno successivo terminò il polittico Santa Caterina d'Alessandria per la Chiesa dei Santi Pietro e Paolo di Ceriana.
Dal 1547 iniziò la sua fruttuosa collaborazione con il pittore Giovanni Cambiaso da Polcevera, che però rese più disagevole l'attribuzione delle opere successive, anche se Cambiaso era già indirizzato verso l'arte cinquecentesca romana.
Fu sicuramente di Francesco Brea la  Madonna del Rosario, nella chiesa di San Martin-d'Entraunes (1555), che permise ai critici d'arte di attribuire a lui anche l'Assunta della chiesa di Roure e la pregevole Immacolata nella concattedrale di San Michele a Sospello, la Maestà della chiesa di San Barthélemy a Nizza, oltre che altre opere della zona presso Nizza.
Pur faticando a eguagliare la personalità artistica di Ludovico e la raffinatezza di Antonio, Francesco Brea si mise in evidenza per la caratterizzazione delle figure, sostenuta da gradevoli sfondi paesani, impreziositi da una forte luminosità. L'artista ricevette una lieve influenza da parte della scuola lombarda del primo Cinquecento.
Francesco Brea proseguì la sua carriera artistica fino al 1555, data del polittico per la chiesa di San Martin-d'Entraunes.

## Opere
In Italia
- Taggia
  - Pittura murale sulle porte della città, dipinti presso la Chiesa di Nostra Signora del Canneto, trittico di San Francesco per la compagnia del Santo Sacramento.
  - Al Convento di San Domenico di Taggia: tre affreschi della Passione, l'Annunciazione (proveniente dal Palazzo Comunale di Taggia), polittico di San Tommaso,  Giovanni Battista e santi (1546), Resurrezione (in collaborazione con Giovanni Cambiaso).
- Ceriana: Santa Caterina e santi Chiesa dei Santi Pietro e Paolo
- Oneglia: Madonna e santi
- Genova: San Fabiano, esposto a Museo di Sant'Agostino, parte di un polittico del 1530; Due tavole con tre Santi, Musei di Strada Nuova - Palazzo Rosso.
- Camporosso: (con Giovanni Cambiaso) :  Vergine con San Giuliano e San Bernardo di Mentone, (1536)
- Montalto Ligure: (con Giovanni Cambiaso), Martirio di Santo Stefano. (1536)

In Francia
- Châteauneuf-d'Entraunes: affresco presso la chiesa di "Saint Nicolas" (1524).
- Les Arcs: Natività nella cappella di "Sainte Rosaline" datata 1541.
- Saint-Martin-d'Entraunes: Vergine del Rosario presso "Saint-Martin d'Entraunes", 1555
- Roure: Assunta conservata nella chiesa di San Lorenzo del 1560.
- Nizza: Vergine Maestà presso la chiesa di San Bartolomeo
- Contes: Santa Maria-Maddalena nella chiesa di Santa Maria Maddalena
- Sospello: Vergine Immacolata nella cappella della Penitenza presso la concattedrale di San Michele.